# تیراندازی با کمان در پارالمپیک تابستانی ۲۰۲۴
پارا تیراندازی با کمان، یکی از رقابت‌های برگزار شده در پارالمپیک تابستانی ۲۰۲۴ بود. این دوره از بازی‌ها  از ۲۹ اوت تا ۵ سپتامبر ۲۰۲۴ به میزبانی اسپلاناد دس ایوالید در پاریس برگزار شد. این رقابت‌ها شامل ۳ رویداد برای مردان، ۳ رویداد برای زنان و ۳ رویداد مختلف بود.  ۱۴۰ تیرانداز در این مسابقات شرکت کردند.

## جدول مدال
رده‌بندی نهایی تیراندازی با کمان براساس آخرین تغییرات به شرح زیر بود.
  *   کشور میزبان (فرانسه)
| رتبه           | NPC                 | طلا | نقره | برنز | مجموع |
| -------------- | ------------------- | --- | ---- | ---- | ----- |
| ۱              | چین                 | ۳   | ۳    | ۲    | ۸     |
| ۲              | ایالات متحده آمریکا | ۲   | ۰    | ۰    | ۲     |
| ۳              | ترکیه               | ۱   | ۱    | ۰    | ۲     |
| ۴              | ایتالیا             | ۱   | ۰    | ۲    | ۳     |
| ۵              | بریتانیای کبیر      | ۱   | ۰    | ۱    | ۲     |
| ۵              | هند                 | ۱   | ۰    | ۱    | ۲     |
| ۷              | ایران               | ۰   | ۲    | ۱    | ۳     |
| ۷              | جمهوری چک           | ۰   | ۲    | ۱    | ۳     |
| ۹              | لهستان              | ۰   | ۱    | ۰    | ۱     |
| ۱۰             | اسلوونی             | ۰   | ۰    | ۱    | ۱     |
| مجموع (۱۰ NPC) | مجموع (۱۰ NPC)      | ۹   | ۹    | ۹    | ۲۷    |

## خلاصه جدول مدال
| انفرادی مردان         | W1   | جیسون تابانسکی · ایالات متحده آمریکا          | هان گوفی · چین                                 | ژانگ تیانگین · چین                   |
| انفرادی زنان          | W1   | چن مینی · چین                                 | سارکا موسیلووا · جمهوری چک                     | ترزا براندتلوا · جمهوری چک           |
| تیمی مختلط            | W1   | چین · چن مینوی · ژانگ تیانژین                 | جمهوری چک · داوید دراهونینسکی · سارکا موسیلووا | ایتالیا · دایلا دامنو · پائولو دامنو |
| کامپاند انفرادی مردان | Open | مت اشتوتزمان · ایالات متحده آمریکا            | آی ژینلیانگ · چین                              | هه زیهائو · چین                      |
| کامپاند انفرادی زنان  | Open | اوزنور کوره · ترکیه                           | فاطمه همتی · ایران                             | جودی گرینهام · بریتانیای کبیر        |
| کامپاند تیمی مختلط    | Open | بریتانیای کبیر · جودی گرینهام · ناتان مک‌کویین | ایران · فاطمه همتی · هادی نوری                 | هند · راکش کومار · شیتال دوی         |
| انفرادی ری‌کرو مردان   | Open | هارویندر سینگ · هند                           | لوکاس سیژک · لهستان                            | محمدرضا عامری · ایران                |
| انفرادی ری‌کرو زنان    | Open | وو چونیان · چین                               | وو یانگ · چین                                  | الیسابتا میژنو · ایتالیا             |
| ری‌کرو مختلط تیمی      | Open | ایتالیا · الیسابتا میژنو · استفانو تراویسانی  | ترکیه · مروه نور اروگلو · سادیک ساواش          | اسلوونی · زیوا لاورینک · دژان فابشیش |